# Aldo Drosina
Aldo Drosina, eigentlich Rinaldo Drosina, (* 28. Januar 1932 in Pula; † 17. Februar 2000 ebenda) war ein kroatischer Fußballspieler und -trainer.
Drosina begann seine Karriere bei Pulas Klub Proleter, der später in NK Pula umbenannt wurde, und spielte danach bei NK Uljanik Pula. Von 1956 bis 1958 spielte er für Lokomotiva Zagreb, mit denen er in die 1. jugoslawische Fußballliga aufstieg.
Später widmete er sich der Trainerarbeit und trainierte mehrere Male den Klub NK Istra Pula, der es 1992 zum ersten Mal in die 1. HNL (erste kroatische Liga) schaffte.
Drosina starb am 17. Februar 2000 im Alter von 68 Jahren in Pula.
Im Jahre 2003 wurde das Stadion Aldo Drosina in Pula nach ihm benannt.